# Plebejus brethertoni
Plebejus brethertoni är en fjärilsart som beskrevs av Brown 1976. Plebejus brethertoni ingår i släktet Plebejus och familjen juvelvingar. Inga underarter finns listade i Catalogue of Life.